# Mort d'un soldat républicain
Mort d'un soldat républicain (intitulé aussi Mort d’un milicien) est une photographie de reportage que Robert Capa dit avoir prise le 5 septembre 1936, publiée d'abord par le magazine Vu le 23 septembre 1936, puis rachetée par Life qui la publie le 12 juillet 1937. Elle montre la mort, présentée comme réelle et prise sur le fait, d'un milicien républicain durant la guerre d'Espagne.
Cette photo a provoqué de nombreux débats, car on la soupçonne d'être une photo posée.
Depuis 2009, les publications sur le sujet penchent vers cette version des faits, et indiquent plutôt que la photo n’a pas été prise sur le champ de bataille de Cerro Muriano, comme Capa le disait, mais à 50 km environ, à proximité de la ville d'Espejo,.

## Historique
Le photographe Robert Capa (1913-1954) relaie la guerre d'Espagne avec sa compagne, la correspondante de guerre Gerda Taro (1910-1937). Tous deux sont les auteurs de photographies qui témoignent du conflit. Deux clichés célèbres de 1936, Soldate républicaine à Barcelone de Taro et Mort d'un soldat républicain de Capa, sont notamment publiés par les médias internationaux de l'époque.
Ainsi, la photo de Robert Capa est présentée par Vu et Life comme prise à l’instant exact de la mort du milicien. On le voit tombant en arrière, comme s'il avait reçu une balle tirée de face. Il est vêtu en civil, mais porte une ceinture-cartouchière, et le fusil qu’il tient de la main droite lui échappe. Les photos prises plus tôt dans la journée montrent le même homme, en vie, aux côtés de ses camarades de la Colonne Alcoiana. Les clichés de Capa sur les combattants loyalistes, dont celui du soldat mourant, sont publiées par le magazine français Vu, le 23 septembre 1936. Depuis, la Mort d’un soldat républicain a été reproduite de très nombreuses fois, devenant un symbole de la guerre d’Espagne. C’est l’une des photos les plus célèbres de tous les temps.
Longtemps anonyme, le milicien républicain aurait été identifié en août 1996 comme étant Federico Borrell García, militant anarchiste d'Alcoy. Toutefois cette identification est incompatible avec la localisation du cliché à Espejo. D'autre part, les circonstances de la mort de Borrell García, relatées dans un journal anarchiste de 1937, n'ont rien à voir avec la scène du milicien qui tombe, et ce dernier semble plus âgé que le militant d'Alcoy.

## Premiers doutes
La célébrité de Life, qui a publié la photo dans son format original, a fait oublier que Vu présentait deux photos de miliciens tombés au même endroit, deux hommes différents photographiés sous le même angle, sous le titre : « Comment ils sont tombés ». Seule la première des photos a survécu dans la mémoire collective.
En 1975, Phillip Knightley, un journaliste et historien britannique soutient que la photo ne correspondrait pas à la réalité et qu’elle a été posée. Biographe de Capa et conservateur de ses archives à l'International Center of Photography de New York, Richard Whelan estime encore en 2002 que la photo est bien authentique. Ainsi, dans son ouvrage This Is War! Robert Capa at Work, Whelan avance :

« L’image, connue sous le nom de Mort d’un soldat républicain, est aujourd’hui reconnue comme l’une des meilleures photos de guerre jamais prises. Le photographe a aussi créé un vaste débat. Ces dernières années, il a été avancé que Capa a monté la scène, ce qui m’a conduit à une fantastique recherche sur plus de deux décennies. J’ai été confronté au dilemme de traiter d’une photographie qu’on pense être vraie mais dont on ne peut être absolument certain qu’elle est un document véridique. Ce n’est ni une photographie d’un homme jouant la mort après avoir reçu une balle imaginaire, ni une photo prise dans le feu de la bataille. »

## Une photo mise en scène
À partir de 2004, les enquêtes suggèrent que la photo n’a pas été prise sur le champ de bataille de Cerro Muriano et qu'elle a été mise en scène. Patrick Jeudy est l'un des premiers à l'affirmer dans son documentaire Robert Capa, l'homme qui voulait croire à sa légende. La disparition de la planche de contact et du négatif, ainsi que la grande discrétion de Capa autour de sa célèbre photographie, entretiennent le doute,.
Le documentaire de 2007 La sombra del iceberg affirme que la photo est posée et que Borrell n’est pas le personnage présent sur la photo.
L'universitaire José Manuel Susperregui soutient ardemment la thèse de la mise en scène,. Grâce au profil montagneux de l'arrière-plan de la photo, il établit qu'elle n'a pas été prise à Cerro Muriano, mais à Espejo, ; Capa a incliné son appareil de 10° pour donner l'illusion d'une pente. En juillet 2009, le journal barcelonais El Periódico en conclut que la photo de Capa est « un montage ». Le quotidien affirme que Capa a photographié le milicien dans un endroit où il n'y avait pas de combat. « L'emplacement réel, à 10 km d'un front de bataille inactif, démontre que la mort n'était pas réelle ». L'enquête a démontré que d'autres photos prises au même endroit avaient été mises en scène. Pour André Gunthert, la totalité des photos prises à Espejo par Capa correspond à une scène d'attaque jouée par les miliciens, sans adversaire.
Avant le travail de Susperregui, des partisans de l’authenticité du cliché ont avancé que Capa était responsable de la mort du soldat, qui était selon eux en train de poser pour Capa quand il a reçu une balle, probablement d’un tireur isolé.

## Le corps du milicien

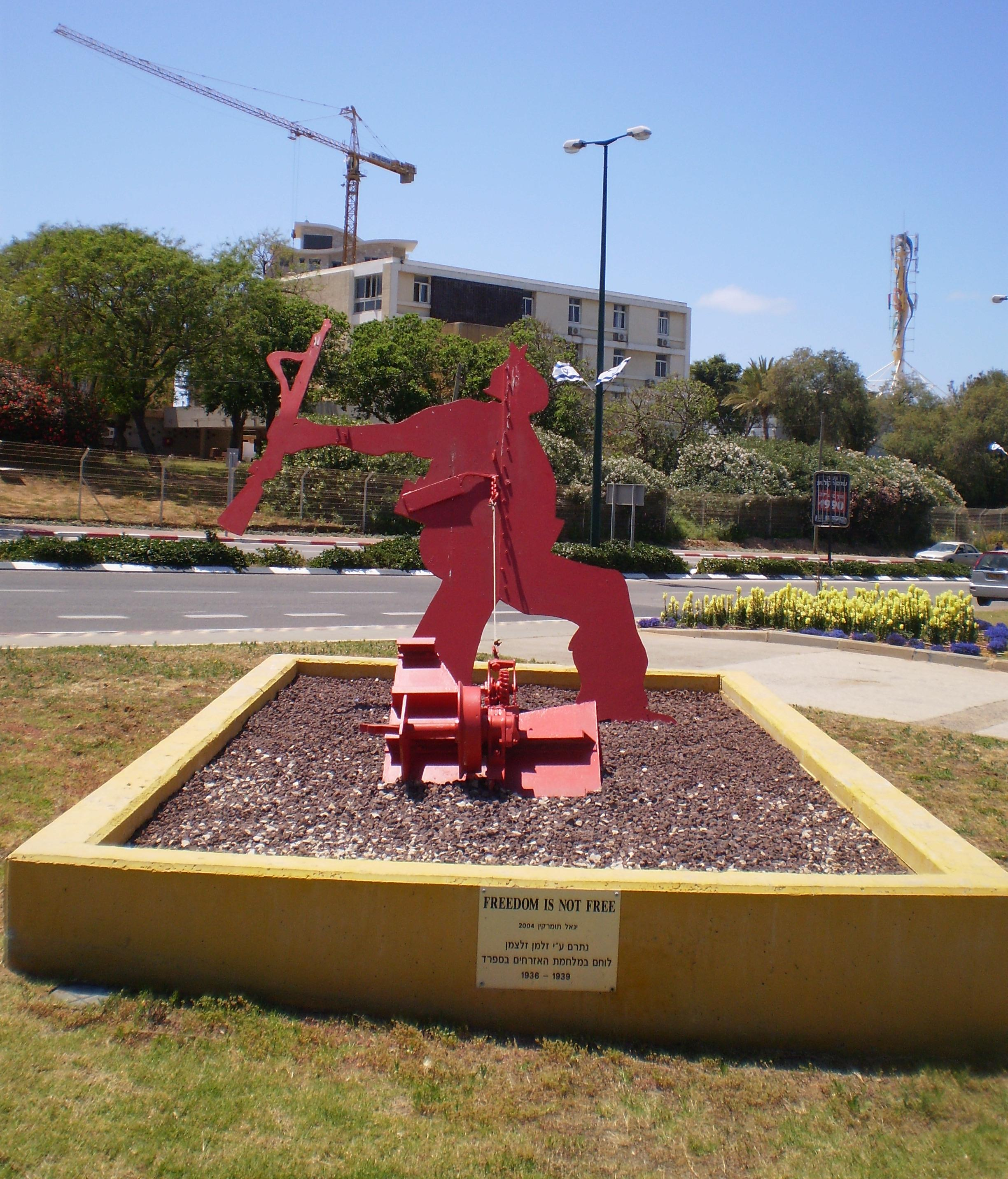
en, une sculpture de Yigal Tumarkin (Netanya, Israël).

Selon Robert L. Franks, inspecteur en chef à la section homicide de la police de Memphis, la posture du milicien sur la photo traduit un « état de surprise », et sa main gauche partiellement visible sous sa jambe gauche, à demi fermée, recroquevillée, correspond à un état de choc et non à un geste de protection pour amortir la chute. Inversement, Fernando Verdù, médecin légiste de l'université de Valence, note l'absence de sang sur la chemise, et se demande pourquoi la main gauche du milicien ne présente pas le même relâchement musculaire que sa main droite, qui laisse échapper le fusil.

## Postérité
- Une statue rend hommage à l'œuvre dans la ville andalouse d'Espejo, près de la laquelle est pris le cliché en 1937[26].
- Une sculpture de Yigal Tumarkin, Freedom is not Free, représente le soldat républicain à Netanya, en Israël.
- Certains ont vu une analogie entre cette photo et la scène finale de La Jetée de Chris Marker[27].